# كيرا موراتوفا
كيرا هيورهيفنا موراتوفا (بالأوكرانية: Кіра Георгіївна Мура́това)‏ (5 نوفمبر 1934 - 6 يونيو 2018) كانت مخرجة أفلام وكاتبة سيناريو وممثلة سوفيتية وأوكرانية، حازت خلال مسيرتها الفنية على عدة جوائز، عُرِفَت بأسلوبها الإخراجي غير العادي. خضعت أفلامها لقدر كبير من الرقابة في الاتحاد السوفيتي.
قضت موراتوفا معظم حياتها الفنية في أوديسا، حيث قامت بتأليف أفلامها مع استوديوهات محلية، معظم أفلامها كانت مع ممثلين محليين.

## الحياة الشخصية

### النشأة والعمل
وُلِدَت كيرا كوروتكوفا عام 1934 في سوروكا، رومانيا (مولدوفا حاليًا)، لأب روسي وأم رومانية. كان والداها شيوعيين نشطين وأعضاء في الحزب الشيوعي. شارك والدها يوري كوروتكوف في حركة حرب العصابات المناهضة للفاشية في الحرب العالمية الثانية، واعتقلته القوات الرومانية وأُطلِق عليه الرصاص بعد الاستجواب، بعد الحرب، عاشت كيرا في بوخارست مع والدتها، وهي طبيبة أمراض النساء، عملت والدتها في مهنة حكومية في رومانيا الاشتراكية.

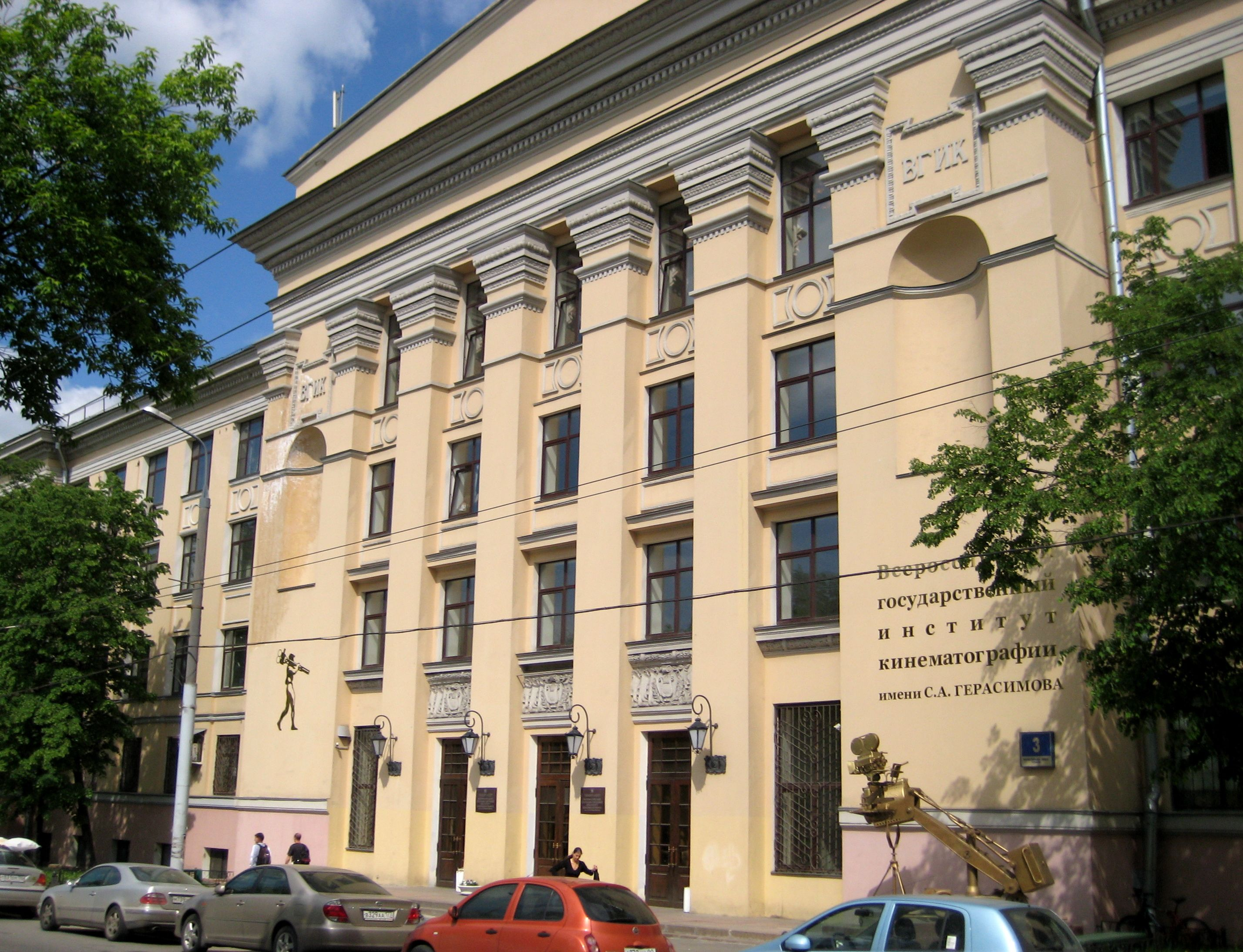
معهد غيراسيموف للسينما، موسكو.

في عام 1959، تخرجت كيرا من معهد غيراسيموف للسينما في موسكو، وتخصصت في الإخراج. بعد التخرج، حصلت كوروتكوفا على وظيفة مخرجة في استوديو أوديسا السينمائي في مدينة أوديسا، وهي مدينة ساحلية على البحر الأسود تقع بالقرب من موطنها بيسارابيا. أخرجت أول فيلم احترافي لها في عام 1961 وعملت مع الاستوديو حتى دفعها نزاع مهني للانتقال إلى لينينغراد في عام 1978 صنعت هناك فيلمًا واحدًا مع استوديوهات لين فيلم، لكنها عادت إلى أوديسا بعد ذلك. تعرضت أفلام موراتوفا لانتقادات مستمرة من المسؤولين السوفيت بسبب لغتها السينمائية الشاذة التي لا تتوافق مع معايير الواقعية الاشتراكية. قارنت باحثة الأفلام إيزا ويلنجر الشكل السينمائي لموراتوفا بالطليعية السوفيتية، وخاصةً بمونتاج آيزنشتاين. تم منع موراتوفا أكثر من مرة من العمل كمخرجة لعدة سنوات.
في أوائل الستينات، تزوجت كيرا من زميلها في استوديو أوديسا المخرج أوليكساندر موراتوف واشتركت معه في إنتاج عدة أفلام، ولكن بعد فترة وجيزة من إنجاب كيرا ابنتهم، انفصلا وانتقل موراتوف إلى كييف، حيث بدأ العمل مع استوديوهات دوفجينكو السينمائية، كانت ابنتهم تُدعى ماريانا. احتفظت كيرا موراتوفا بلقب زوجها السابق على الرغم من زواجها في وقت لاحق من رسام لينينغراد ومصمم الإنتاج إيفجيني جولوبينكو.

### فترة ما بعد الاتحاد السوفيتي
في التسعينات، بدأت فترة مثمرة للغاية لموراتوفا، حيث قامت خلالها بإخراج فيلم روائي كل سنتين أو ثلاث سنوات، وغالبًا ما عملت مع نفس الممثلين وطاقم العمل. كانت أفلام موراتوفا عادة إنتاج أوكرانيا أو إنتاج مشترك بين أوكرانيا وروسيا، وكانت دائماً باللغة الروسية على الرغم من أن موراتوفا يمكن أن تتحدث الأوكرانية ولم تعترض على أكرنة السينما الأوكرانية. دعمت موراتوفا متظاهري الميدان الأوروبي والثورة الأوكرانية لعام 2014.
عُرضت أفلام موراتوفا لأول مرة في المهرجانات السينمائية الدولية في برلين، وكان، وموسكو، وروما، والبندقية وغيرها. كانت تعتبر مورتافا أكثر مخرجة سينمائية معاصرة باللغة الروسية بجانب ألكسندر سوكوروف، ويمكن النظر إلى أعمالها على أنها ما بعد الحداثة، حيث استخدمت التركيبية، والمحاكاة الساخرة، والمونتاج والسرد المتقطع، والمحفزات البصرية والصوتية المكثفة لما بعد الحداثة.

### التقديرات والجوائز

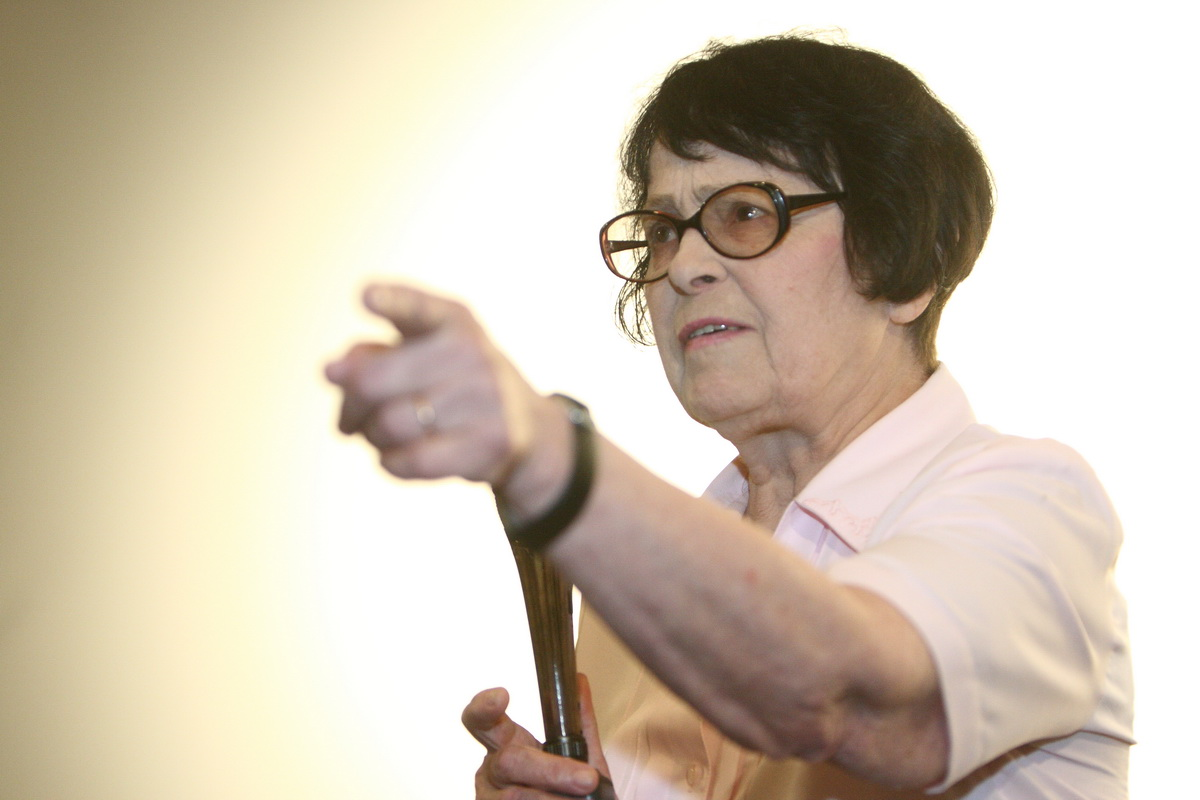
موراتوفا في عام 2010 أمام جمهورها في مهرجان أوديسا العالمي للأفلام.

لم تحصل موراتوفا على جوائز أولية وتقدير عام واسع النطاق إلا خلال فترة بيريسترويكا. في عام 1988، أظهر المهرجان الدولي للسينما النسائية كريتيل (بالفرنسية: Créteil)‏ (فرنسا) أول عمل رجعي لأعمالها، تم عرض فيلمها بين الحجارة الرمادية (بالروسية: Среди серых камней)‏ في فئة جائزة نظرة ما في مهرجان كان السينمائي عام 1988. في عام 1990، فاز فيلمها متلازمة الوهن (بالروسية: Астенический синдром)‏ بالجائزة الكبرى لهيئة المحلفين في برلينالي. في عام 1994، حصلت على وسام شرف ليوبارد عن حياتها في مهرجان لوكارنو السينمائي الدولي (سويسرا)، وفي عام 2000، حصلت على جائزة أندرزيج وجدا للحرية. في عام 1997، تم عرض فيلمها ثلاث قصص في مهرجان برلين السينمائي الدولي السابع والأربعين. تم إدخال فيلمها لعام 2002 في مهرجان موسكو السينمائي الدولي الرابع والعشرين. كما دخل فيلمها دوافع تشيخوف عام 2002 في مهرجان موسكو السينمائي الدولي الرابع والعشرين، عُرض فيلمها ذا تانر في مهرجان البندقية السينمائي عام 2004، وحصلت أفلامها على جائزة «نيكا» الروسية في أعوام 1991 و1995 و2005 و2007 و2009 و2013، في عام 2005، عُرض معرض استعادي عنها في مركز لينكولن بنيويورك مدينة، وفي عام 2013، تم عرض فيلم بأثر رجعي كامل في مهرجان روتردام السينمائي الدولي.

### الأوسمة والجوائز
- وسام الأمير ياروسلاف الحكيم.
- وسام الصداقة الروسي.
- وسام فنان الشعب في أوكرانيا.
- جائزة شيفتشينكو الوطنية.

## أعمالها
| السنة | العنوان (باللغة الأصلية)  | العنوان (بالعربية)              | مخرجة | كاتبة | ممثلة                   | ملاحظات                                                          |
| ----- | ------------------------- | ------------------------------- | ----- | ----- | ----------------------- | ---------------------------------------------------------------- |
| 1961  | У Крутого Яра             | بجانب الوادي الحاد              | نعم   | نعم   |                         | مع ألكسندر موراتوف                                               |
| 1964  | Наш честный хлеб          | خبزنا الصادق                    | نعم   |       | بدور أغابا              | مع ألكسندر موراتوف                                               |
| 1967  | Короткие встречи          | لقاءات موجزة                    | نعم   | نعم   | بدور فالنتينا إيفانوفنا |                                                                  |
| 1971  | Долгие проводы            | الوداع الطويل                   | نعم   |       |                         |                                                                  |
| 1972  | Россия                    | روسيا                           |       |       |                         | فيلم وثائقي؛ مع ثيودور هولكومب                                   |
| 1978  | Познавая белый свет       | التعرف على العالم الكبير الواسع | نعم   | نعم   |                         |                                                                  |
| 1983  | Среди серых камней        | بين غراي ستونز                  | نعم   |       |                         | تخلت عنه موراتوفا بعد الرقابة السياسية (ذهب إلى "إيفان سيدوروف") |
| 1987  | Перемена участи           | تغير القدر                      | نعم   | نعم   |                         |                                                                  |
| 1989  | Астенический синдром      | متلازمة الوهن                   | نعم   | نعم   |                         |                                                                  |
| 1992  | Чувствительный милиционер | الشرطي العاطفي                  | نعم   | نعم   |                         |                                                                  |
| 1994  | Увлеченья                 | عواطف                           | نعم   |       |                         |                                                                  |
| 1997  | Три истории               | ثلاث قصص                        | نعم   |       |                         |                                                                  |
| 1999  | Письмо в Америку          | رسالة إلى أمريكا                | نعم   |       |                         | فيلم قصير                                                        |
| 2001  | Второстепенные люди       | قاصرون                          | نعم   | نعم   |                         |                                                                  |
| 2002  | Чеховские мотивы          | دوافع تشيخوف                    | نعم   | نعم   |                         |                                                                  |
| 2004  | Настройщик                | ذا تانر                         | نعم   | نعم   |                         |                                                                  |
| 2005  | Справка                   | شهادة                           | نعم   |       |                         | فيلم قصير                                                        |
| 2006  | Кукла                     | دامي                            | نعم   |       |                         | فيلم قصير                                                        |
| 2007  | Два в одном               | اثنان في واحد                   | نعم   |       |                         |                                                                  |
| 2009  | Мелодия для шарманки      | لحن لشارع الآرغن                | نعم   | نعم   |                         |                                                                  |
| 2012  | Вечное возвращение        | عودة أبدية                      | نعم   | نعم   |                         |                                                                  |